# 日本基督教団浜松教会
日本基督教団浜松教会（にほんきりすときょうだんはままつきょうかい）は、静岡県浜松中区にある、旧メソジスト系の日本基督教団に所属する教会である。
静岡教会の講義所として発足し、1884年(明治17年)7月25日に独立した。
1918年(大正7年)3月20日に高町教会が浜松教会から分離したが、1934年(昭和9年)3月12日に浜松教会と合併した。

## 沿革

### 浜松教会
- 1883年(明治16年)6月　山中笑牧師、浜松の連尺町で出張講義開始。
- 1884年(明治17年)5月　山中笑牧師、静岡教会から下谷教会に転任。
- 1884年(明治17年)6月　浜松に講義所設置。結城無二三伝道師が静岡教会から浜松に転任。
- 1884年(明治17年)7月25日　浜松の講義所が独立し、浜松教会創立。結城無二三伝道師、初代牧師となる。
- 1885年(明治18年)6月3日　伝馬町42番地に移転。
- 1885年(明治18年)5月14日　結城無二三伝道師「福音士」として甲府へ戻る[1]。
- 1886年(明治19年)3月　伝馬町18番地に移転。
- 1886年(明治19年)6月26日　小川源六伝道師来任、第2代牧師となる。
- 1888年(明治21年)
  - 小川源六伝道師、藤枝教会に転任[2]。
  - 7月21日　橋本睦之伝道師沼津教会より来任、第3代牧師となる。
- 1889年(明治22年)11月24日　最初の会堂献堂式。
- 1890年(明治23年)7月　橋本睦之伝道師、牛込教会（後の頌栄教会）に転任。
- 1890年(明治23年)7月　吉井文造伝道師市川教会より来任、第4代牧師となる。
- 1891年(明治24年)7月　吉井文造伝道師、掛川教会に転任。
- 1891年(明治24年)7月　土屋彦六牧師牛込教会（後の頌栄教会）より来任、第5代牧師となる。
- 1892年(明治25年)3月23日　教会堂類焼。
- 1893年(明治26年)3月18日　第2次会堂献堂式。
- 1893年(明治26年)3月　気賀講義所設置。
- 1896年(明治29年)6月22日　土屋彦六牧師、浜松教会から中遠教会に転任する
- 1896年(明治29年)6月26日　川村兵治牧師市川教会より来任、第6代牧師となる。
- 1898年(明治31年)　川村牧師、藤枝教会へ転任。
- 1898年(明治31年)6月24日　村岡菊三郎牧師上田教会より来任、第7代牧師となる。
- 1902年(明治35年)　村岡菊三郎牧師、静岡教会に転任。
- 1902年(明治35年)6月13日　外山孝平牧師市川教会より来任、第8代牧師となる。
- 1903年(明治36年)11月　ロバート・コーネル・アームストロング(Robert Cornell Armstrong)宣教師来任、初代宣教師となる[3]。
- 1904年(明治37年)6月　外山孝平牧師、藤枝教会に転任。
- 1904年(明治37年)6月10日　白石喜之助牧師掛川教会より来任、第9代牧師となる。
- 1906年(明治39年)6月　白石喜之助牧師、市川大門教会に転任。
- 1906年(明治39年)6月22日　米山定昌牧師勝沼教会より来任、第10代牧師となる。
- 1907年(明治40年)5月　米山定昌牧師、山梨県の谷村教会に転任。
- 1907年(明治40年)6月　曽木銀次郎牧師駒込教会より来任、第11代牧師となる。
- 1908年(明治41年)　R・C・アームストロング宣教師、金沢に転任[3]。
- 1908年(明治41年)9月21日　ホームス(Charles Parsons Holmes)宣教師静岡教会より来任、第2代宣教師となる[4]。
- 1910年(明治43年)4月　曽木銀次郎牧師、関西学園教授となる。
- 1910年(明治43年)4月12日　深町正夫牧師掛川教会より来任、第12代牧師となる。
- 1910年(明治43年)9月　C・P・ホームス宣教師、高町に講義所設置。
- 1912年(明治45年)3月　気賀講義所が分離し、気賀教会となる。
- 1912年(明治45年)4月　深町正夫牧師、大宮教会に転任。
- 1912年(明治45年)4月25日　飯沼権一牧師長野教会より来任、第13代牧師となる。
- 1913年(大正2年)3月　C・P・ホームス宣教師カナダへ帰国[4][5]。
- 1914年(大正3年)4月　飯沼権一牧師、川越教会に転任。
- 1914年(大正3年)4月14日　鵜飼捨吉牧師市川教会より来任、第14代牧師となる。
- 1914年(大正3年)4月　ウォーカー(Herman Ernest Walker)宣教師来任、第3代宣教師となる[6]。
- 1915年(大正4年)6月　ウォーカー宣教師、関西学院に転任。
- 1915年(大正4年)9月10日　アウタブリッジ(Howard Wilkinson Outerbridge)宣教師来任、第4代宣教師となる[7]。
- 1916年(大正5年)　H・E・ウォーカー宣教師、神戸へ転任。[6]。
- 1916年(大正5年)5月12日　コーツ(Harper Havelock Coates)宣教師来任、第5代宣教師となる[8]。
- 1916年(大正5年)11月23日　第3次会堂献堂式。
- 1917年(大正6年)4月　鵜飼捨吉牧師、神戸平野教会へ転任。
- 1917年(大正6年)4月2日　金沢敬冶牧師沼津教会より来任、第15代牧師となる。
- 1918年(大正7年)3月20日　高町講義所分離。
- 1918年(大正7年)4月20日　金沢敬冶牧師、金沢教会に転任。
- 1918年(大正7年)4月23日　矢内哲牧師御影教会より来任、第16代牧師となる。
- 1919年(大正8年)4月　高町講義所、高町教会となる。
- 1919年(大正8年)4月　矢内哲牧師、下谷教会に転任。
- 1919年(大正8年)4月　金沢敬冶牧師金沢教会より来任、第17代牧師となる。
- 1925年(大正14年)3月　金沢敬冶牧師、甲府教会に転任。
- 1925年(大正14年)4月10日　平野一城牧師日下部教会より来任、第18代牧師となる。
- 1926年(大正15年)10月26日　松城幼稚園開園。初代園長はM.A.ヴイゼー。
- 1929年(昭和4年)3月　平野一城牧師、樺太豊原教会に転任。
- 1929年(昭和4年)5月17日　宮崎繁一牧師来任、第19代牧師となる。
- 1930年(昭和5年)5月12日　H・H・コーツ宣教師、カナダへ帰国[8]。
- 1932年(昭和7年)4月　宮崎繁一牧師、弘前教会に転任。
- 1932年(昭和7年)4月10日　白水萬里牧師根岸教会より来任、第20代牧師となる。
- 1933年(昭和8年)3月　白水萬里牧師、渡米留学のため辞任。
- 1933年(昭和8年)4月6日　柳谷哲夫牧師甲府教会より来任、第21代牧師となる。
- 1933年(昭和8年)4月　鈴木哲也牧師、富岡教会より高町教会に来任。
- 1934年(昭和9年)3月　柳谷哲夫牧師、青森教会に転任。
- 1934年(昭和9年)3月12日　高町教会と合併。日本メソジスト浜松中央教会となる。鈴木哲也牧師、第22代牧師となる。
- 1936年(昭和11年)3月　鈴木哲也牧師、敦賀教会へ転任。
- 1936年(昭和11年)4月10日　鶴田潔牧師甲府伊勢町講義所より来任、第23代牧師となる。
- 1937年(昭和12年)2月7日　第4次会堂献堂式。
- 1941年(昭和16年)6月24日　日本基督教団成立。日本基督教団浜松教会と改称。
- 1945年(昭和20年)6月17日　焼夷弾を受け会堂全焼。
- 1946年(昭和21年)10月　松城幼稚園、浜松教会所属となる。
- 1949年(昭和24年)7月24日　第5次会堂献堂式。
- 1949年(昭和24年)7月　ミス・マクラクラン宣教師静岡から毎週一回静岡より来浜し援助するようになる。
- 1952年(昭和27年)4月15日　鶴田潔牧師、長野県町教会へ転任。
- 1952年(昭和27年)4月17日　卯尾憲三牧師長野教会より来任、第24代牧師となる。
- 1952年(昭和27年)10月　カリク(M.R.Carrick)宣教師来任、第10代宣教師となる。
- 1963年(昭和38年)9月　ミス・マクラクラン引退帰国。
- 1966年(昭和41年)4月1日　松城幼稚園、学校法人となる。
- 1974年(昭和49年)3月16日　卯尾憲三牧師、脳溢血で倒れる。池田副牧師を中心に、平野・鶴田両引退牧師の応援で諸集会を守る。
- 1975年(昭和50何)3月　卯尾憲三牧師、隠退。
- 1975年(昭和50年)4月1日　大野恵正牧師伊東教会より来任、第25代牧師となる。
- 1981年(昭和50年)3月　大野恵正牧師、辞任。
- 1981年(昭和50年)3月30日　吉川八郎牧師金沢白銀教会より来任、第26代牧師となる。
- 1984年(昭和59年)11月18日　第6次会堂献堂。
- 1988年(昭和63年)3月31日　池宮仰牧師埼玉県大宮教会より来任、第27代牧師となる。
- 1999年(平成11年)4月　水野穣牧師 飯盛野教会より来任、第28代牧師となる。その後、屋島教会へ転任。
- 2009年(平成21年)4月　勝田英嗣牧師 柿ノ木坂教会より来任、第29代牧師となる。
- 2017年(平成29年)3月　勝田英嗣牧師 引退。
- 2017年(平成29年)4月　西堀俊和牧師 山梨教会より来任、第30代牧師となる。

### 高町教会
- 1910年(明治43年)9月　浜松教会の第5代宣教師C・P・ホームス、高町に講義所設置。
- 1913年(大正2年)　C・P・ホームス宣教師カナダへ帰国[4]。
- 1918年(大正7年)3月20日　高町講義所が浜松教会から分離。
- 1919年(大正8年)4月　外山孝平牧師来任、初代牧師となる。
- 1921年(大正10年)4月　アルフレッド・テニソン・ウィルキンソン(Alfred Tennyson Wilkinson)宣教師来任、第6代宣教師となる[9]。
- 1922年(大正11年)4月　H・H・コーツ宣教師来任、第7代宣教師となる。
- 1923年(大正12年)4月　加家美佑牧師来任、第2代牧師となる。
- 1927年(昭和2年)4月　斉藤庫三牧師来任、第3代牧師となる。
- 1928年(昭和3年)4月　阿部銀蔵牧師来任、第4代牧師となる。
- 1928年(昭和3年)7月　A・T・ウィルキンソン宣教師、死去。
- 1930年(昭和5年)5月12日　H・H・コーツ宣教師、カナダへ帰国[8]。
- 1931年(昭和6年)4月　白石喜之助牧師浜松教会より来任、第5代牧師となる。
- 1931年(昭和6年)4月　レイランド・サンフォード・サー・オールブライト(Leland Sanford Sr.Albriright)宣教師来任、第8代宣教師となる[10]。
- 1932年(昭和7年)4月　アルフレッド・ラッセル・ストーン(Alfred Russell Stone)宣教師来任、第9代宣教師となる[11]。
- 1933年(昭和8年)4月　鈴木鉄也牧師富岡教会より来任、第6代牧師となる。
- 1934年(昭和9年)6月29日　A・R・ストーン宣教師、日本メソヂスト長野教会に転任[11][12]。
- 1934年(昭和9年)　L・S・オールブライト宣教師、本郷中央会堂(現・日本基督教団本郷中央教会)に転任[10]。
- 1934年(昭和9年)3月12日　浜松教会と合併。日本メソジスト浜松中央教会となる。